# Natalia Shaposhnikova
Natalia Vitalyevna Shaposhnikova (em russo:  Наталья Витальевна Шапошникова) (Rostov do Don, 24 de Junho de 1961) é uma ex-ginasta da União Soviética, nascida na então República Soviética da Rússia.
Conquistou quatro medalhas olímpicas, todas elas nas Olimpíadas de Moscou, em 1980: Competição por time (ouro), salto sobre o cavalo (ouro), trave de equilíbrio (bronze) e exercício de solo (bronze).
"Shaposh" também ficou para a história após ter oito medalhas a nível mundial (contando apenas com campeonato da União Soviética, Copa do Mundo, Campeonato Mundial e Campeonato Europeu) de bronze, nove medalhas a nível mundial de prata e outras nove medalhas a nível mundial de ouro.

## Habilidade homônima
Shaposhnikova inventou uma habilidade de transição complexa nas Barras desiguais - um Círculo traseiro do quadril na barra baixa com voo para trás na barra alta - e recebeu o nome dela em o Código de pontos. A habilidade, às vezes referida coloquialmente como "Shaposh", ainda é amplamente realizada hoje; é creditado como um elemento D no Código de pontos 2013-16.
Desde a década de 1990, outras ginastas desenvolveram variações do Shaposhnikova, incluindo americanos Amy Chow (que executaram a habilidade com uma entrada  stalder] em vez de um quadril claro) e Kristen Maloney (entrada do dedo do pé); Russos Viktoria Komova (entrada dos perseguidores dos bares) e Svetlana Khorkina (Shaposhnikova com meia volta durante a transição entre as barras); Laura van Leeuwen dos Países Baixos (entrada na ponta dos pés mais uma meia volta); e Elisabeth Seitz da Alemanha (entrada direta com uma volta completa durante a transição).